# Masta Quba
Fabiola Ledesma conocida como Masta Quba (Santiago de Querétaro, 7 de febrero de 1988) es una rapera y activista de Hip Hop que comienza su camino en la música a partir de la realidad de las mujeres en México.

## Trayectoria
Inició su carrera en eventos de free style dominados por la presencia de hombres. Se encuentra en activo desde el año 2007.
Ha participado en los festivales 100 Women BBC World; FEMINEM 2015 y 2016; Concierto del 12º Aniversario del Faro Tláhuac; Concierto del 20 aniversario de Skool 77.
Ha impartido talleres, charlas y conciertos en diversas ciudades de la República Mexicana. Masta Quba trabajan en un proyecto de hip hop feminista en el que con las letras de sus canciones exponen la necesidad de un cambio y toma de consciencia, además de una invitación a la acción para detener la violencia de género y promover el empoderamiento de la mujer.
Además, en colaboración con la poetisa Cynthia Franco crearon Rapquimia, un taller que es la unión de distintas disciplinas relacionadas con la palabra para fortalecer a mujeres usando su voz para llegar a la liberación con la expresión de sí mismas.

## Sencillos
- (2021) Nosotras tenemos otros datos
- (2021) Lotus
- (2021) Sweet Home Freestyle
- (2020) Rebobina
- (2020) Esta Marea
- (2020) Autodefensa
- (2020) Renacer